# Delaware General Assembly

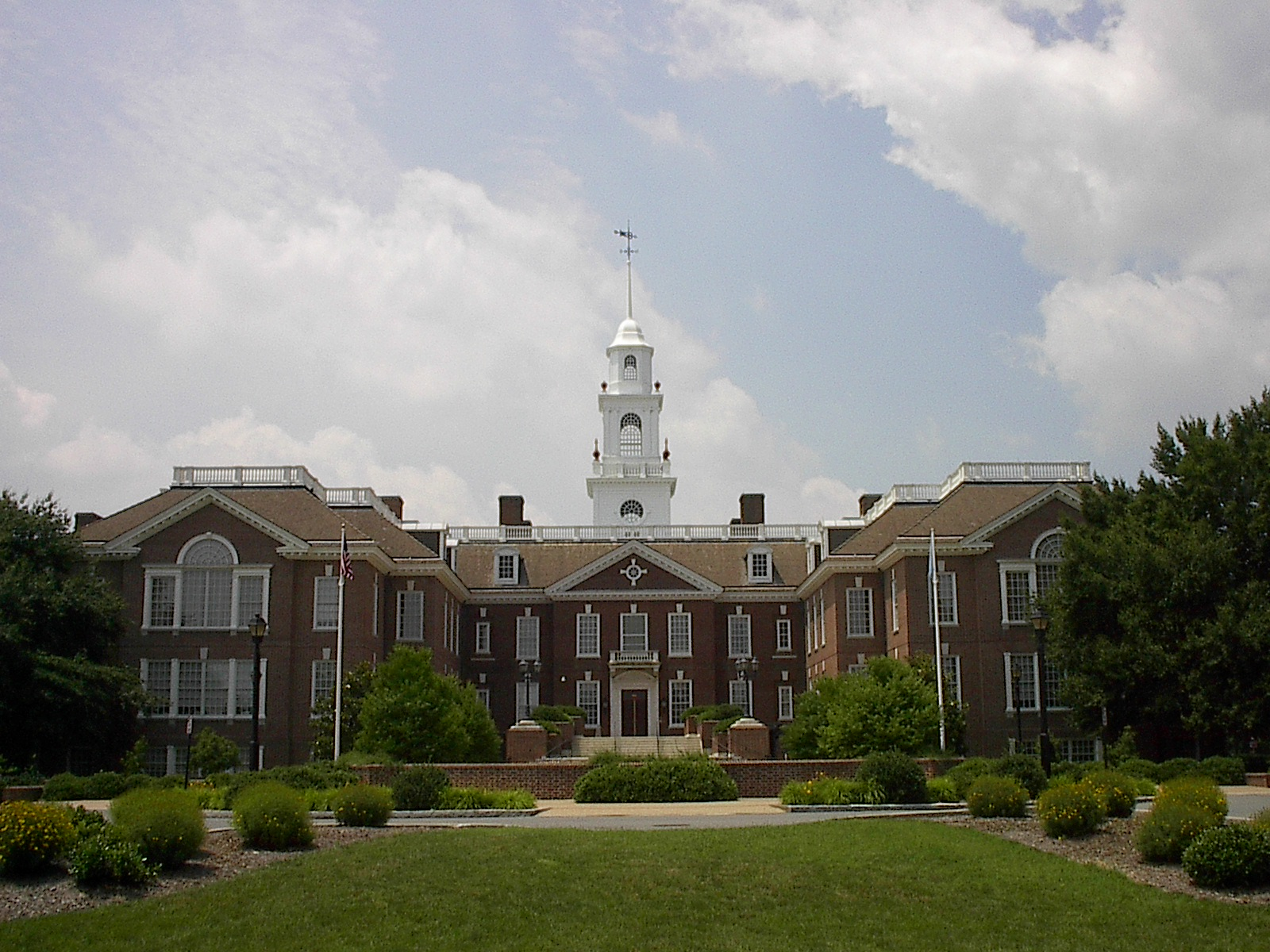
Die General Assembly tagt in der Legislative Hall

Die Delaware General Assembly ist die State Legislature und damit die Legislative des US-Bundesstaats Delaware und wurde durch die staatliche Verfassung 1776 geschaffen, noch vor Gründung der Vereinigten Staaten. Sie besteht aus dem Repräsentantenhaus von Delaware, das als Unterhaus fungiert, sowie dem Senat von Delaware als Oberhaus. Die State Legislature tagt in der Legislative Hall in Dover, das auch Sitz des Gouverneurs und seines Stellvertreters ist.
Das Repräsentantenhaus besteht aus 41 Mitgliedern, der Senat aus 21. Das Repräsentantenhaus wird für zwei Jahre gewählt. Die Amtszeit der Senatoren beträgt vier Jahre, jeweils die Hälfte des Senats wird gleichzeitig mit dem Repräsentantenhaus gewählt. Der Wahltag fällt mit dem des Bundeskongresses zusammen.
Wählbar sind US-Bürger, die seit mindestens drei Jahren in Delaware und mindestens ein Jahr im entsprechenden Wahlbezirk leben. Das Mindestalter beträgt 27 Jahre für den Senat, 24 Jahre für das Repräsentantenhaus.
Die National Conference of State Legislatures (NCSL) ordnet die General Assembly von Delaware als „hybrid“ zwischen einem Vollzeit- und einem Teilzeitparlament ein. Mit einer Vergütung von 47.291 USD pro Jahr (2020) liegen die Abgeordneten im Mittelfeld der Staatsparlamentarier.